# Sulphur Springs (Santa Lucía)
Sulphur Springs es una localidad de Santa Lucía que forma parte del distrito de Soufrière.